# 스벤 슈미트 (펜싱 선수)
스벤 슈미트(독일어: Sven Schmid, 1978년 1월 21일~)는 독일의 펜싱 선수로 주 종목은 에페이다. 2004년 하계 올림픽 남자 에페 단체전에서 동메달을 획득했고 세계 선수권 대회에서 은메달 1개를 획득했다.